# Alvescot
Alvescot è un villaggio e parrocchia civile dell'Inghilterra, appartenente alla contea dell'Oxfordshire.